# Gnoma luzonicum
Gnoma luzonicum là một loài bọ cánh cứng trong họ Cerambycidae.